# Bolitoglossa alvaradoi
Bolitoglossa alvaradoi é uma espécie de anfíbio caudado pertencente à família Plethodontidae, sub-família Plethodontinae.